# Manyoni (huyện)
Manyoni là một huyện thuộc vùng Singida, Tanzania. Thủ phủ của huyện Manyoni đóng tại Manyoni. Huyện Manyoni có diện tích 28.620 km². Đến thời điểm điều tra dân số ngày 25 tháng 8 năm 2002, huyện Manyoni có dân số 204482 người.